# George Herrmann
George Herrmann (Moscou, 19 de abril de 1921 — Zurique, 7 de janeiro de 2007) foi um engenheiro suíço nascido na Rússia.
Aos 12 anos de idade foi para a Suíça. Estudou no Instituto Federal de Tecnologia de Zurique, onde obteve os graus de bacharel em 1945 e doutorado em 1949, ambos em engenharia civil. Após um ano como pós-doutorado na École Polytechnique no Canada, tornou-se professor associado de engenharia civil da Universidade Columbia em 1951, em 1962 professor da Universidade Northwestern e em 1970 professor da Universidade Stanford.